# コーヒー・セレモニー

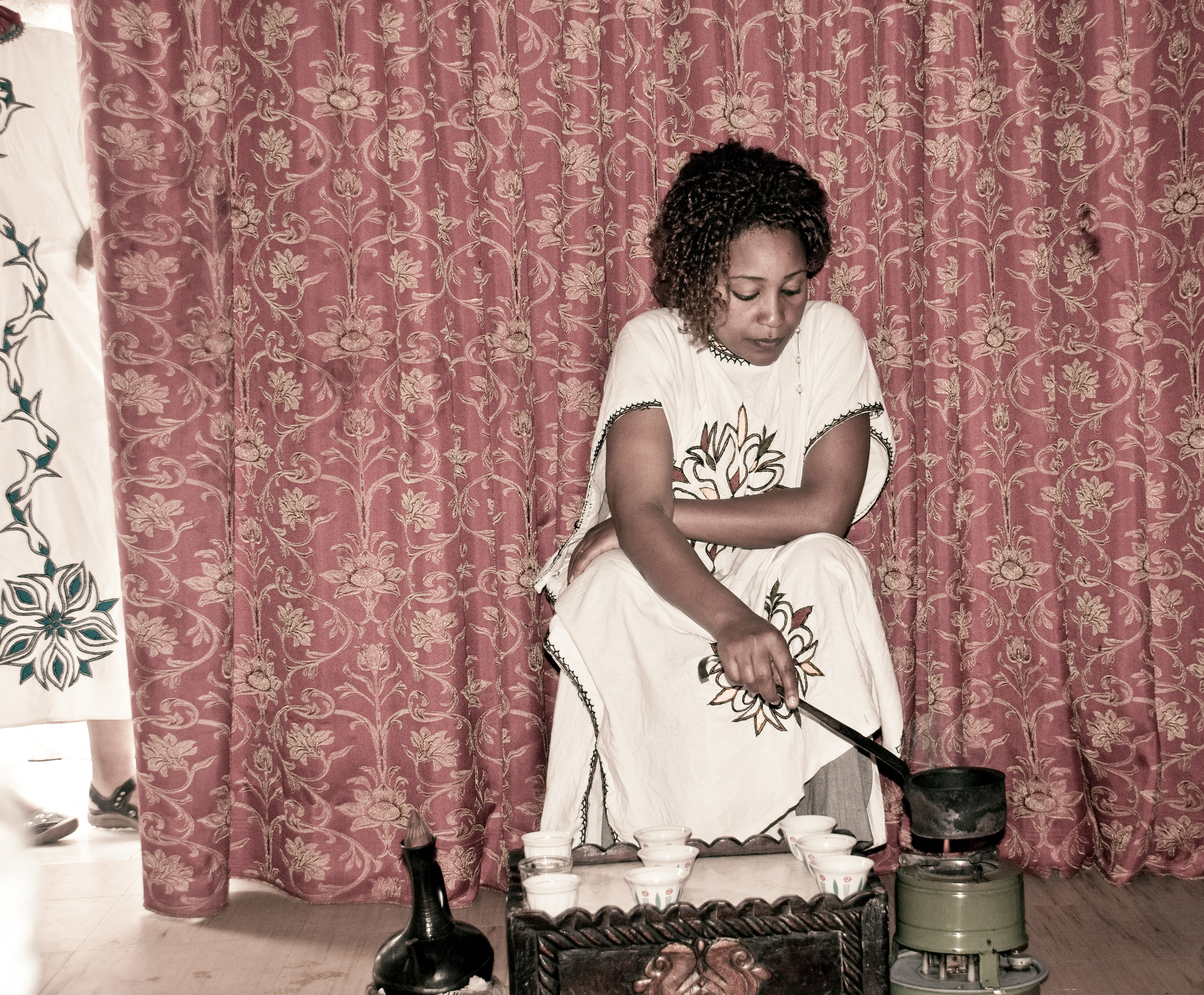
コーヒー・セレモニーを執り行う女性、アディスアベバにて

コーヒー・セレモニー（英語：coffee ceremony）とは、エチオピアとエリトリアの伝統的な習慣であり、コーヒーを飲むことを儀式化した作法の一つである。エチオピアではカリオモン（Kariomon）と言い、「カリ」とはコーヒーノキの葉、「オモン」は「一緒に」という意味である。
日本の茶道と同様、コーヒーを飲むという行為に精神的な要素や教養などが含まれる文化的な習慣であり、他者に対する感謝ともてなしの精神を表すものである。
女性が執り行うものであり、エチオピアでは結婚前の女性が身につけるべき作法の一つとされている。冠婚葬祭の際や、大切な客を迎える際などに行われる。使われるポットやカップなどの茶器は女性が実母からや嫁ぎ先で代々受け継がれてきたものであることもある。
客の前でコーヒーの生豆を煎るところから始め、3杯飲むことが正式であることから、1時間半から2時間以上かかる場合もある。その間は香を焚き、客はパンやポップコーン（ファンディシャ）などを食べながら待つ。

## 道具

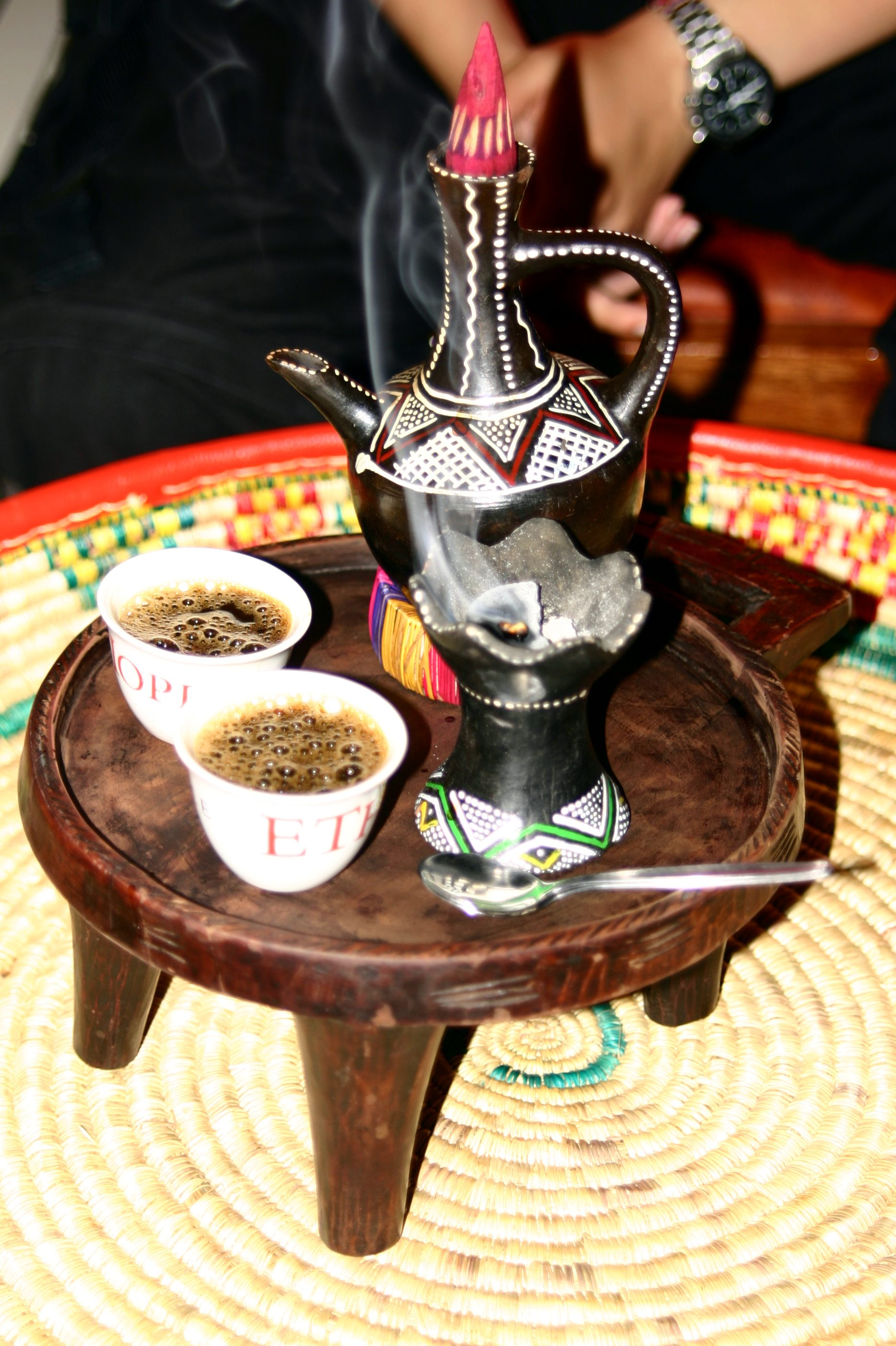
茶道具一式

出典:
豆を煎るための道具
- 七輪状の炉
- 鉄鍋

豆を粉にするための道具
- 臼（ムカチャ）
- 杵（ザナザナ）
- ポット（ジャバナ）
- カップ（フィンジャル）

ティグレ族を中心として使用するもの
- うちわ（マラゲベ）
- コーヒー煎り鉄板（ブラットマタツゥ）
- 煎り棒（マコヤ）
- コーヒー煎り鍋（マンカシュケシャ）

その他
- 茶菓子入れ（ムダイまたはマッソブワーク）
- ジャバナ置き（マトット）
- 茶道具台（ラカポッツ）
- 素焼きコーヒーポット（ジャバナ）
- コーヒーカップ（シニー）
- 木臼（ムカチャ）
- 棒（ゼナゼナ）
- 豆のさまし皿（タァバ）
- 炭火鉢（マンデェジャ）
- 炭ばさみ（マコンティチャ）
- セレモニーマスターの椅子（バリュチュマ）
- 香炉（ゲルゲラ）
- 青草（ケテマ）敷く物

## 主な手順
1. 青草や花を床に敷き、カップを置く台を置く（テーブルは使わない）。
2. 松脂や乳香、アラビアガムなどで作られた香を焚く。
3. コーヒーの生豆を鉄鍋に入れ水を入れて洗う。
4. 鉄鍋を炉にかけて煎る。
5. 煎り上がった豆を客に出し、香りを嗅がせる。
6. 客が焙煎に満足したら、豆を臼と杵で潰して粉状にする。
7. 水とコーヒーの粉をポットに入れて、火にかけて沸騰させる。
8. 沸騰したら、カップにコーヒーを注ぎ、再びポットに戻す。この動作を繰り返す。
9. 1煎目はアボル（Abol）と言い、少量を大地に注ぐ真似をするか別の器に出した後、カップに注ぎ分け、主賓や年長者から先にコーヒーを勧める。古い作法では塩を入れて飲むが、現在は砂糖が一般的で、乳やバターを入れる場合もある。
10. 2煎目はトーナ（Tona）と言う。3煎目はバラカ（Baraka、「祝福」）と言い客の求めがあった場合に出すものとされる。客は3煎目は迎えてくれた家族や村の幸せや無事を祈りながら飲む。